# Tiliacora leonensis
Tiliacora leonensis là một loài thực vật có hoa trong họ Biển bức cát. Loài này được (Sc. Elliot) Diels miêu tả khoa học đầu tiên năm 1910.